# Nordhorn
Nordhorn (pronunciación en alemán: /ˈnɔʁtˌhɔʁn/ⓘ) es una ciudad del Estado federado (Bundesland) de Baja Sajonia (en alemán Niedersachsen), en Alemania. Se encuentra en un punto cercano a la frontera con los Países Bajos y Renania del Norte-Westfalia.

## Localidades hermanadas
- Coevorden (Países Bajos) desde 1963
- Montivilliers (Francia) desde 1963
- Reichenbach (Vogtland) (Alemania) desde 1989
- Malbork (Polonia) desde 1995.